# Purga política

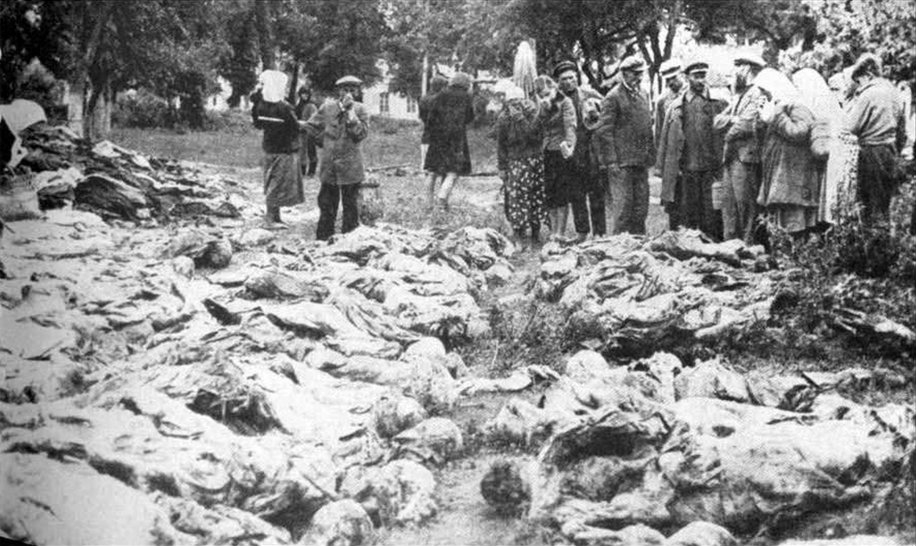
Gente de Vínnitsa en busca de parientes entre las víctimas exhumadas de la masacre de Vínnitsa en 1937 durante la Gran Purga.

Una purga o, más precisamente, purga política, en el uso de las ciencias sociales, es la remoción de personas consideradas peligrosas o indeseables por parte de los líderes de un gobierno u otra organización política o religiosa. El término purga (que significa limpieza) proviene de la práctica médica por la cual por medio de una preparación, se libra al cuerpo de sustancias nocivas; fue introducido en el lenguaje político a partir del siglo XVII durante la segunda guerra civil inglesa. Las purgas pueden ser un mera separación del cargo sin ulteriores consecuencias, o más comúnmente la exoneración seguida por la inhabilitación para ejercer otros cargos, la prisión, el exilio o incluso la pena de muerte con o sin juicio.

## Purgas a lo largo de la historia
Existen ejemplos de purgas en la Grecia clásica y la antigua Roma, las llamadas proscripciones, aunque el término (en inglés purge) apareció por primera vez en 1648 durante la guerra civil inglesa. Durante la Revolución francesa cada facción revolucionaria purgó a los partidarios de las demás. La más famosa purga fue la que conoce como el Terror de Robespierre, que acabó con el propio Robespierre como víctima de las purgas. Tras la caída de Napoleón, todos aquellos asociados a la actividad revolucionaria fueron purgados. En tiempos más recientes, las purgas se han dado en regímenes como el estalinismo, el fascismo y el nazismo, en sistemas dictatoriales y en democracias liberales como Francia y los Estados Unidos.
Entre las principales purgas a lo largo del siglo XX se pueden mencionar:
- La Gran Purga en la Unión Soviética impulsada por Stalin en los años 1930, seguida por los Juicios de Moscú.[4]
- La llamada noche de los cuchillos largos en la Alemania nazi, en 1934.[5]
- La purga de funcionarios y educadores en el marco de la represión franquista después de la guerra civil española entre 1939 y 1945.[6]
- La exoneración y posterior persecución llevada a cabo por el régimen de Vichy, en Francia. En el marco de la Segunda Guerra Mundial contra oponentes políticos y judíos.[7]
- La purga, también en Francia, después de la Liberación entre 1945 y 1949 contra los colaboracionistas, conocida como Épuration légale.[8]
- La purga llevada a cabo en Europa del Este entre 1945 y 1965 contra los anticomunistas, a veces llamada «Terror Rojo».[9] O también la purga de supuestos trotskistas, sionistas, titoístas y nacionalistas burgueses como el Juicio Slánský en Checoslovaquia en 1952.
- El macartismo o persecución a comunistas o simpatizantes en los Estados Unidos entre 1950 y 1955.[10]
- La Revolución Cultural china a partir de 1966 y que llevó a cabo purgas en la administración y el Partido hasta 1976.[11]
- La Masacre de Indonesia de 1965-1966, genocidio que comenzó con una purga de los funcionarios del gobierno de Sukarno.[12]

## En elsigloXXI
Las purgas rara vez han ocurrido durante el siglo XXI. Sin embargo, después del fallido intento de golpe de Estado turco en 2016, el gobierno de Turquía comenzó una purga contra miembros de su propio servicio civil y las Fuerzas Armadas turcas. La purga se centró principalmente en los servidores públicos y los soldados supuestamente forman parte del movimiento Gülen, el grupo que el gobierno culpó por el golpe. Como parte de la purga, unos 50 000 funcionarios, entre ellos miles de jueces, fueron despedidos y detenidos.